# 延滞料 (図書館)

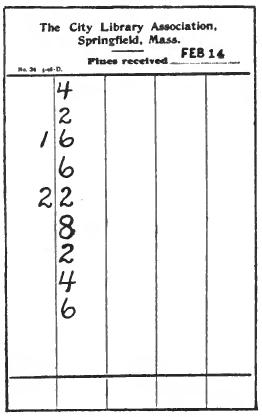
『図書館入門』(A Library Primer, 1899) でみられる延滞料帖

延滞料（えんたいりょう、英: library fine, late fee, overdue fine, overdue charge）、または延滞料金（えんたいりょうきん）とは、図書館において、図書館資料を、返却期限を超えて、主に図書館に対して無断で借り続けていた利用者に対して課される罰金のことである。利用者が期日までに図書館資料を返却してくれることを期待して設定される。日割り、または月割りで課される少額の罰金であり、数年・数十年単位で加算されることはなく、上限が設けられることが殆どである。多くの国の図書館で導入されており、例としてアメリカ合衆国やイギリスが挙げられる。他方で、殆どの図書館で延滞料を徴収しない国もあり、その例として日本が挙げられる。
2000年代のトレンドとして、延滞料廃止の流れがある。

## デンマークにおける延滞料
2000年に施行された、図書館サービスに関する法律（デンマーク語: Lov om Biblioteksvirksomhed）では、日本やその他の先進国と同じように図書館の無料原則が謳われている。その一方で、法律で定められた金額までの延滞料の徴収を明示的に認めている。また、14歳未満の子どもに課される延滞料は、大人のそれに対し、半分となるように調整されている。

## 日本における延滞料
現行法の図書館法が施行されたのちも、延滞料を徴収していた図書館は少なくなかったといわれている。しかし、『貸出しと閲覧』（前川恒雄他、1966年）で「延滞料を徴収することによって特に延滞が少なくなるかどうかは疑問である」、『市民の図書館 増補版』（JLA、1976年）において、「延滞料の徴収は労多くして効〔ママ〕少なく、図書館にとっても利用者によっても、負担が多くなるばかりで効果はほとんど期待できない。」などと延滞料の効果が疑われ、今日の日本における公立図書館は、そのほとんどで、延滞料を徴収していない。

### 法的な位置付け
図書館法では、延滞料について直接は定めていない。地方自治体によって設置される公立図書館については、
という規定がある。ただし、ここでいう「利用」とは、「借りた状態そのままで期限以内に返す」ことを指すと解釈でき、したがって、延滞料を徴取することに違法性はないという考え方もある。事実、前述の通り、現行法の図書館法が施行されたのちも、延滞料を取り続けていた図書館は少なくなかった。

### 大学図書館における延滞料
公立図書館では、徴収されることのない延滞料であるが、大学図書館の中には延滞料を取り続けているところも存在する。例えば、国際基督教大学 (ICU) では、日曜日を除く一開館日・一冊ごとに10円（指定図書は同300円）の延滞料を徴収しており、滞納したままでは卒業することができない。また、慶應義塾大学でも一冊・一日ごとに10円の延滞料が発生する。ただし、一般的な公共図書館にある貸出停止措置は採用していない。

## シンガポールにおける延滞料
シンガポールの図書館では、一日の延滞で0.5ドル（AV資料）ないしは0.15ドル（それ以外）の料金が徴収される。料金の徴収は機械で行われ、払わないでいると貸出が停止され、図書館の提供するあらゆるサービスが利用できなくなる。

## アメリカ合衆国における延滞料
|                              | 小規模     | 中規模               | 大規模              | 全種平均 |
| ---------------------------- | ---------- | -------------------- | ------------------- | -------- |
| 奉仕人口                     | 25千人以下 | 25千人以上99千人以下 | 奉仕人口100千人以上 |          |
| 全体に占める割合             | 約60%      | 20%強                | 左の残り            |          |
| 延滞料を設定している館の割合 | 88%        | 95%                  | 98%                 | 92%      |
| 平均徴収額                   | $449       | $2,691               | $9,788              | $3,345   |
| 回収にかけるコストの平均     | $84        | $594                 | $3,265              | $714     |

『ライブラリー・ジャーナル誌』が、2017年1月にアンケートを行ったところ、454館から返答があり、92%の図書館で延滞料を徴収していることが分かった。罰金として徴収している図書館では平均3,345ドルの収入があるという。多くの図書館運営者は延滞料が、低所得者層を中心とした利用への障壁となり、図書館の使命や原則に反しているということを感じ取ってはいるが、運営費の問題が残されている。ただ、延滞料が全体の予算に占める割合は1%未満となることが多い。
また、図書館員は延滞料の徴収に際して、ストレスを感じることがある。

### 延滞料の免除や廃止
アメリカ図書館協会 (ALA) の2部会、公共図書館部会 (Public Library Association) と児童図書館サービス部会 (Association of Library Services to Children) は、延滞料の不安からティーンエイジャーを開放する方針を再考してほしいと図書館に求めている。2017年1月の調査によれば、延滞料の廃止を検討している図書館は全体の約34%であり、また多くの図書館では、延滞資料の返却を促すため、代替案の提示や帳消しを実施している。そうした活動の一つとして、“Food for Fines”（罰金の代わりに食料を）プログラムが挙げられる。このプログラムは、延滞利用者が缶詰の食品を寄付する代わりとして延滞料を免除してもらえるもので、世界中の図書館で一般的なものとなっている。また、児童やティーンエイジャーを対象とする、“read down”（読了）プログラムを実施する図書館もある。このプログラムでは、読書に費やした時間、または読んだ本の冊数に応じて延滞料が減額される。別な図書館では、図書館資料が返却されるまで、図書館の一部サービスが受けられないようにしている。
図書館界では、延滞料を課すべきか否かについて長い間議論を交わされ続けている。ALAの方針の内、61番目は「貧しい人に図書館サービスを (Library Services to the Poor)」である。そこでは、図書館・情報サービスを受ける上でのあらゆる障壁、特に利用料や延滞料の排除を強調している。他の学者は、延滞料が図書館を継続して利用してもらう上で障壁になっているのであれば、これを撤廃するべきであると主張している。Gehner (2010) は、延滞料が制限要因となりうることを示した。一方で、図書館は財政的な困難にもあり、利用料や延滞料が収入源となっていることもまた事実である。

### 法的強制力
図書館の中には、延滞料の徴収を強めてきたところもある。図書館資料を長期にわたり延滞し続ける利用者が逮捕されたり、利用者の信用情報に負に働くようなところもある。コロラド州、ワシントン州、アイオワ州、ウィスコンシン州、テキサス州では、実際に本を返却しなかったことで逮捕されている。このような懲罰的措置は延滞料の徴収ではなく、「盗まれた」図書館資料の回収のために行使されるのが一般的である。

## 延滞料の有効性
延滞料は期日通りの返却を促すために設定されているが、その実効性については疑問符が付く。Bundy (2012) は、延滞料に根拠がないどころか、溜まりに溜まった延滞料が資料の返却に悪影響となる可能性を指摘している。